# 寒河江弘
寒河江 弘（さがえ ひろし、1966年（昭和41年）12月13日 - 2019年（令和元年）10月26日）は、日本のフィギュア造形作家。大阪府出身。大阪芸術大学短期大学部教授。TOY原型にとどまらず、雑誌や映画、TV、CM、PV等、様々なメディアでフィギュアやミニチュアを制作、発表していた。

## 略歴・人物
大阪芸術大学で彫塑を専攻。卒業後、造型家の三枝徹に師事、模型のノウハウを学び、1991年に原型師デビュー。各社のガレージキット原型を担当する。フィギュア造型工房のヘビーゲイジを経て1993年に上京。
特撮映画の美術スタッフとして戦隊シリーズ、『ガメラ』シリーズ、『ウルトラマンティガ』など、また造型スタッフとして『TOKYO FIST』、『ゴジラvsデストロイア』、『モスラ』などの作品に参加し、ミニチュア模型や造型物を手掛ける。『アナザヘヴン』（2000年）、『さくや妖怪伝』（2000年）では特撮美術、『阿修羅城の瞳』（2005年）ではミニチュアスーパーバイザーを担当した。
映画美術に関わったことをきっかけに、俳優など映画に関わるフィギュア原型を手がけるようになり、綾瀬はるか、南野陽子、山田優、吉本多香美、藤井隆、加藤夏希など、多数のタレントフィギュアの原型制作を担当した。
1999年、『TVチャンピオン』の「プロモデラー選手権」に出場し決勝ラウンドまで残る。2006年「フィギュア王選手権」では優勝し初代フィギュア王となる。
2019年10月26日午前7時15分、大腸がんのため岸和田市の病院で死去。52歳没。本人のTwitterアカウントのプロフィールや、死去前日発行の『月刊ホビージャパン』2019年12月号に掲載された連載コラム「君よ 粘土の河を渉れ!」最終回では、腹膜播種からのがん性腹膜炎を発症し、病気療養に入ったことを明かしていた。

## 作品

### フィギュア原型
- 海洋堂
  - 特撮リボルテック『バットマン』[5]
  - 『ウルトラマンティガ』 レナ隊員[6]（吉本多香美）
  - 藤井隆アクションフィギュア・ナンダカンダVer．
  - デジタルガレージキット 『カメラを止めるな!』 トレーディングフィギュア
- マックスファクトリー
  - figma マイケル・ジャクソン スリラーver.[7]
- コトブキヤ
  - ARTFX J 『遊☆戯☆王』 城之内克也[8]
  - ARTFX J 『幽☆遊☆白書』 桑原和真[9]
- バンダイ
  - お酌パラダイスシリーズ「釈お酌」（釈由美子）
  - 『キューティーハニー』 スーパームービーフィギュアコレクション[10](佐藤江梨子)
- PLATZ
  - 新スタートレック ジャン＝リュック・ピカード
  - 新スタートレック データ
  - 新スタートレック ウォーフ
- ケイダッシュ
  - 南野陽子 芸能生活20周年記念フィギュア NANNO FIGURE[11]
  - 山田優 フィギュア3体セット Yu Yamada figure collection[12]
- ネイション『僕の彼女はサイボーグ』（綾瀬はるか）
  - ポリストーンフィギュア2種類(サイボーグバージョン・コートバージョン[13])
  - マスコットフィギュアセット（3種類）[14]
  - ストラップ3種類（チキン[15]・お花[16]・サイボーグ[17]）
- テレビ朝日
  - 徹子のご利益ストラップ　（黒柳徹子）
- 「魔界転生」DVD特典フィギュア（窪塚洋介、佐藤浩市）
- ジャコ・パストリアス ポリストーンフィギュア（キングインターナショナル）

### 映画美術・造形
- 『仮面ライダーJ』 特撮美術
- 『STACY』 劇中プロップフィギュア（佐伯日菜子）制作
- 『さくや妖怪伝』 特撮美術・「生き人形（吉田桂子）」制作
- 『アナザヘヴン』 特撮美術
- 『美しい夜、残酷な朝／box』 人形制作
- 『阿修羅城の瞳』 ミニチュアスーパーバイザー
- 『全然大丈夫』 劇中プロップフィギュア（荒川良々）制作
- 『TOKYO!／MERDE』 劇中プロップフィギュア（ドニ・ラヴァン）制作
- 『空気人形』 空気人形（ペ・ドゥナ）デザイン・原型制作
- 『長髪大怪獣ゲハラ』 人形制作
- 『ウルトラマンサーガ』 遊星ジュラン怪獣造型
- 『燃える仏像人間』
- 『進撃の巨人 ATTACK ON TITAN』 ミニチュア製作
- 『進撃の巨人 ATTACK ON TITAN エンド オブ ザ ワールド』 ミニチュア製作

### その他
- 加藤夏希（写真集「15KARAT」）
- サザンオールスターズ（「サザンファンの勝手に25周年 真夏の秘宝館！」）
- 根岸崇一（映画『デトロイト・メタル・シティ』公開記念「GOTODMC展」）

## ご当地怪獣
ご当地怪獣（ごとうちかいじゅう）は、2014年から寒河江弘が脚本家の村井さだゆきらとともに進めていた、日本全国にご当地の怪獣を作るプロジェクト、およびその作品群。寒河江は原案およびデザイン、造形を担当した。講談社グループの広告会社、第一通信社が展開する。
香川県はうどん型の怪獣「ウードン」、東京都はパンダ型の怪獣「パンダン」、大阪府は「ヒョウ柄の服を着たおばちゃん」型の怪獣「ヒョウガラヤン」、など、各地の特色や名産品をモチーフにした怪獣が作られた。ほとんどはその「ご当地」に断りなく作ったものであったが、火焔土器をモチーフとした新潟県魚沼市の「ドキラ」、こきりこ節をモチーフとした富山県南砺市の「デデレコデン」、清水サバをモチーフにした高知県土佐清水市の「サバサバラー」など、自治体とのタイアップによる怪獣も誕生した。
2015年、村井のほか小中千昭、中野貴雄、會川昇、井口昇、上原正三が寄稿した小説集『日本怪獣侵略伝〜ご当地怪獣異聞集〜』が洋泉社から出版され、同年に「ご当地怪獣総選挙」が開催された。2016年、『都道府県がわかる ご当地怪獣大図鑑』（西東社）が出版された。寒河江はこのご当地怪獣の映画化に向けて動いていたが、実現に至らなかった。
寒河江の死後は、コンテンツの権利を保有する第一通信社の内野惣次郎（内野は『ウルトラQ』・『ウルトラマン』など特撮作品に出演した元子役でもある）がプロジェクトを継続。2021年、名古屋市の芸能事務所フォーチュンエンターテイメントと提携し、『ご当地怪獣プロジェクト』を開始した。

## テレビ出演
ゲストとしての出演のみ記載。
- プレバト!! - 造形の専門家として、「粘土ランキング」に出演。
- 大人気店でドッキリ!ありえない商品 売れる!?売れない!? 第6弾（2014年1月9日放送）